# بايبيرسيلين
بايبيرسيللين (Piperacillin) الزمرة الدوائية من مضادات الجراثيم مضادات بيتا-لاكتام اليوريدوبنسلينات
- مضاد حيوي من زمرة بنسلينات.[2]

إذا استعمل وحيدا، نجد ان البيبيراسيلين يفتقر إلى النشاط القوي ضد الكائنات الممرضة - (+)الغرام  المكورات العنقودية الذهبية ، كما يتم كسر البيبيراسيلين حسب - (+) الغرام من البيتا لاكتاماز ات .

## الاستخدام الطبي
- الإنتانات الناجمة عن جراثيم الزائفة الزنجارية.[4]
- الوقاية الجراحية[5]

## مضادات الاستطباب
- فرط الحساسية تجاه البنسيلين.[6]

## الآثار الجانبية
- ردود فعل تحسسية (طفح، حكة، حمى، ألم مفصلي، وذمة وعائية، تأق، ردود فعل شبيهة بداء المصل، فقر دم انحلالي، التهاب كلية خلالي).
- خدر بالاستعمال المديد.
- إسهال والتهاب قولون مترافق مع تناول الصاد الحيوي.
- نادراً: متلازمة ستيفينز-جونسون.
- التهاب كبد.
- يرقان ركودي.

## تحذيرات
- وجود سيرة للحساسية.
- القصور الكلوي.
- الفشل القلبي.
- السفلس (تفاعل ياريش هيكسهايمر).
- مراقبة الوظائف الكلوية وإجراء فحوص دموية أثناء المعالجة المديدة والمعالجة بجرعات عالية.
- تجنب الحقن داخل القراب.
- تعطى الجرعات المفردة التي تزيد عن 2 غ بالطريق الوريدي فقط.